# Рохлин, Эдмунд Исидорович
Эдмунд Исидорович Рохлин (1915—2002) — советский легкоатлет и тренер, специализировавшийся в прыжках в высоту. Пятикратный чемпион СССР (1934—1937, 1939). Экс-рекордсмен СССР (1933, 1936). Заслуженный мастер спорта СССР (1947). Заслуженный тренер СССР (1962).

## Биография
Эдмунд Исидорович Рохлин родился 17 марта (по другим данным, 20 марта) 1915 года в Нижнем Новгороде.
В 1937 году окончил Ленинградский институт киноинженеров. Затем окончил ГДОИФК имени П. Ф. Лесгафта.
Выступал за «Динамо» (Ленинград). Тренировался под руководством Григория Исаевича Никифорова и Зиновия Иосифовича Иссурина.
Участник Великой Отечественной войны, старший техник-лейтенант, награждён пятью медалями. На военной службе находился с 1939 по 1948 год.
В 1950—1978 годах работал тренером-преподавателем Ленинградского техникума физической культуры.
В 1955—1968 годах был тренером и старшим тренером сборной СССР по прыжкам в высоту. Подготовил Б. Савчука, Б. Столярова, Д. Бондаренко, В. Ситкина, Р. Улиткину, Т. Борчикову, М. Бахматову и других.
Автор более 20 учебно-методических пособий. Возглавлял экспертную комиссию Учёного совета Госкомспорта СССР.
Работал спортивным корреспондентом «ТАСС», «Комсомольской правды» и журнала «Лёгкая атлетика».
Умер в 2002 году в Санкт-Петербурге. Похоронен на Ковалёвском кладбище.
Член зала славы НГУ имени П. Ф. Лесгафта.

## Основные результаты
| Год  | Соревнования          | Место проведения | Место | Результат     |
| ---- | --------------------- | ---------------- | ----- | ------------- |
| 1934 | Чемпионат СССР        | Москва           | 1     | 1,80 м        |
| 1935 | Чемпионат СССР        | Москва           | 1     | 1,85 м        |
| 1936 | Чемпионат СССР        | Москва           | 1     | 1,85 (1,91) м |
| 1937 | Чемпионат СССР        | Москва           | 1     | 1,85 м        |
| 1938 | Первенство Ленинграда | Ленинград        | 2     | 1,90 м        |
| 1939 | Чемпионат СССР        | Харьков          | 1     | 1,90 м        |
| 1943 | Чемпионат СССР        | Горький          | 2     | 1,75 м        |
| 1944 | Чемпионат СССР        | Москва           | 3     | 1,75 м        |
| 1945 | Чемпионат СССР        | Киев             | 3     | 1,80 м        |
| 1946 | Чемпионат СССР        | Днепропетровск   | 3     | 1,85 м        |